# Salvia concolor
Salvia concolor là một loài thực vật có hoa trong họ Hoa môi. Loài này được Lamb. ex Benth. miêu tả khoa học đầu tiên năm 1833.